# Французский материализм
Французский материализм — философское направление во Франции XVII−XVIII века, вдохновленное возрожденным эпикуреизмом. Кризис Средневековья породил интерес к античной мысли, в том числе к философии эпикуреизма. Французские материалисты (Гассенди, Гельвеций, Гольбах, Дидро, Кондорсе, Ламетри, Кабанис, Нежон), вслед за итальянскими неоэпикурейцами (Лоренцо Валла), в основу своей философии ставили этику удовольствия как антитезу средневековой этики долга. Благодаря этому они получили имя либертинов или вольнодумцев. Отрицание Бога для них было не таким принципиальным моментом, как критика церкви. Их материализм иногда причудливо мог сочетаться с деизмом. Мотивом добра признавался разумный эгоизм. Разумный эгоизм был также философской основой мысли французских экономистов-физиократов.
Во французском материализме XVIII века имеются два направления: одно из них ведёт свое происхождение от материалистической физики Декарта, другое — от материалистического сенсуализма Локка; первое представлено Ламетри и Дидро, второе — Гельвецием и Гольбахом:147.